# Blässhühner
Die Blässhühner (Fulica) sind Wasservögel aus der Familie der Rallen. Die Gattung ist weltweit verbreitet. Das Zentrum der Vielfalt befindet sich in Südamerika, wo acht der insgesamt zehn rezenten Arten vorkommen. Die Blässhühner erreichen Größen von 33 bis 59 Zentimetern. Ihr Gefieder ist entweder vollständig schwarz oder dunkel grau-schwarz. Bei den meisten Arten ist der Rand der Unterschwanzdecken jedoch weiß. Die Blässhühner wurden früher in die eigene Unterfamilie Fulicinae gestellt, sie sind jedoch sowohl hinsichtlich des Skelettaufbaus als auch vom Gefieder her nahe mit den Teichrallen (Gallinula) verwandt. Blässhühner haben ein relativ langes, schmales Becken. Charakteristisch für die meisten Arten sind die hervorstehenden Stirnschilder, beim Rüsselblässhuhn (Fulica cornuta) hat sich jedoch ein ausdehnbarer und aufrichtbarer Rüssel an der Schnabelkante ausgebildet. Die Färbung des Schnabels, des Stirnschilds und der Beine variiert deutlich zwischen den Arten. Beim Andenblässhuhn (Fulica ardesiaca) gibt es zwei Farbmorphen, die sich durch die Färbung der unbefiederten Bereiche voneinander unterscheiden.

## Systematik
Folgende rezente Arten werden unterschieden:
- Fulica rufifrons Philippi & Landbeck, 1861 – Rotstirn-Blässhuhn Verbreitung: Argentinien, südliches Brasilien, Chile, Paraguay, südliches Peru, Uruguay
- Fulica cornuta Bonaparte, 1853 – Rüsselblässhuhn Verbreitung: Argentinien, Bolivien, Chile
- Fulica gigantea Eydoux & Souleyet, 1841 – Riesenblässhuhn Verbreitung: Argentinien, Bolivien, Chile, Peru
- Fulica armillata Vieillot, 1817 – Gelbschnabel-Blässhuhn Verbreitung: Argentinien, südliches Brasilien, Chile, Paraguay, Uruguay
- Fulica atra Linneus, 1758 Blässhuhn Verbreitung: Eurasien, Afrika, Australien. Fulica prior und Fulica australis sind Synonyme.
- Fulica cristata Gmelin, 1789 Kammblässhuhn Verbreitung: Afrika und Madagaskar
- Fulica alai Peale, 1848 – Hawaiiblässhuhn oder ʻAlae keʻokeʻo Verbreitung: Hawaii
- Fulica americana Gmelin, 1789 – Indianerblässhuhn Verbreitung: Nord-, Mittel- und Südamerika. Das Karibenblässhuhn (Fulica caribaea) Ridgway, 1884, das auf den Antillen vorkommt, wird heute als Synonym des Amerikanischen Blässhuhns betrachtet.
- Fulica ardesiaca Tschudi, 1843 – Andenblässhuhn Verbreitung: Argentinien, Bolivien, Chile, Kolumbien, Ecuador, Peru
- Fulica leucoptera Vieillot, 1817 – Weißflügel-Blässhuhn Verbreitung: Argentinien, Bolivien, Brasilien, Chile, Falklandinseln, Paraguay, Uruguay

Ausgestorben sind dagegen:
- Fulica newtoni Milne-Edwards, 1867 – Maskarenen-Blässhuhn oder Mauritiusblässhuhn (Mauritius und Réunion) – Ausgestorben ca. 1700
- Fulica chathamensis Forbes, 1892 – Chatham-Blässhuhn (Chatham-Inseln) – Ausgestorben im Holozän
- Fulica prisca Hamilton, 1893 – Neuseeland-Blässhuhn (Neuseeland) – Ausgestorben im Holozän
- Fulica infelix Brodkorb, 1961 (Malheur County, Oregon) – fossil aus dem Unteren Pliozän Nordamerikas
- Fulica americana shufeldti (ehemals Fulica shufeldti) Brodkorb, 1964 (fossil aus dem Pleistozän Nordamerikas) – Fulica minor Shufeldt, 1892 ist ein invalides Synonym.
- Fulica stekelesi Tchernov, 1968 (Israel, Mittleres Pleistozän)

Incertae sedis
- Die ausgestorbene Barbados-Ralle wurde ursprünglich als Fulica podagrica klassifiziert. Nach Ansicht von Storrs Lovejoy Olson handelt es sich bei dem gefundenen fossilen Material jedoch um eine Mischung aus verschiedenen Rallenarten, darunter mindestens ein unbeschriebenes Taxon, das nicht zur Gattung Fulica gehört.